# We Are Not the Infadels
We Are Not the Infadels is het debuutalbum van Infadels. Het is op 30 januari 2006 uitgebracht.
Met de albumtitel willen Infadels duidelijk maken dat ze moeten worden aangeduid als Infadels en niet als the Infadels.

## Track listing
1. "Love Like Semtex" – 3:47
2. "Can't Get Enough" – 3:22
3. "Topboy" – 3:51
4. "Girl That Speaks No Words" – 4:18
5. "Jagger '67" – 3:26
6. "1' 20"" – 1:20
7. "Murder That Sound" – 5:33
8. "Reality TV" – 3:41
9. "Give Yourself to Me" – 6:12
10. "Sunday" – 4:12
11. "Stories From the Bar" – 7:07